# Sprinkler (dança)
O sprinkler (literalmente aspersor) é uma forma de movimento de dança onde o executante coloca uma mão na nuca e balançando o outro braço para frente e para trás enquanto gira em círculo, simulando o movimento de um aspersor de irrigação de jardim.
Originando-se no final da era disco da década de 1970, na época de The Bump na Austrália, sua popularidade foi revivida pelo time de críquete da Inglaterra durante a competição vencedora da série Ashes de 2010-11 e, como resultado, tornou-se viral na internet por Ron Trubisky.

## Passos de dança
O movimento do corpo da bailarina pretende replicar os movimentos de um aspersor de irrigação. Em pé e com as pernas ligeiramente afastadas e os joelhos ligeiramente dobrados, o dançarino dobra o cotovelo esquerdo para permitir que coloque a mão esquerda atrás da cabeça. Eles então estendem o braço direito alinhado com o ombro direito, a mão estendida na posição vertical. O dançarino então gira em torno da cintura em uma varredura de 180 graus, puxando para trás três vezes enquanto você move o braço para a esquerda e, em um movimento, balança o braço direito de volta para a direita.

## Seleção de críquete da Inglaterra
Como parte da preparação e cobertura da série Ashes de 2010-11, o Conselho de Críquete da Inglaterra e País de Gales deu ao jogador de críquete Graeme Swann uma câmera de vídeo, por meio da qual ele gravou e divulgou um diário em vídeo no site do BCE. No episódio três, Swann afirmou que a equipe havia começado uma dança que foi apresentada pelo colega Paul Collingwood, que toda a equipe agora havia copiado como um exercício de união, chamada de dança Sprinkler. O diário em vídeo continuou a mostrar o resto da equipe da Inglaterra fazendo o movimento de dança em um evento de mídia interno "encontre a imprensa" na Tasmânia, com imagens de vídeo mostrando Tim Bresnan, Monty Panesar, Stuart Broad, James Anderson e Collingwood fazendo o movimento.
Depois que a dança se tornou viral, o capitão da Inglaterra, Andrew Strauss, descreveu a dança Sprinkler como sua versão do "haka", uma versão da dança Māori realizada antes das partidas esportivas, principalmente associada à seleção de rúgbi da Nova Zelândia.
Tornou-se tão popular que quando a Inglaterra garantiu a vitória de Ashes na quarta prova no Melbourne Cricket Ground, que a multidão exigiu uma rendição, e o time comandado por Strauss obedeceu. O comentarista da BBC Radio Jonathan Agnew então prometeu realizar a dança Sprinkler, com ele eventualmente cumprindo a promessa após a vitória no teste final em Sydney.

## Na cultura popular
A dança fez aparições nos filmes House Party (1990), Eurotrip (2004) e A Night at the Roxbury (1998, interpretado por Lochlyn Munro como Craig). foi realizado
Na televisão aparece em Bluey (2018, interpretada pelo pai de Bluey, Bandit na sequência de abertura).